# Lorena Jaume-Palasí
Lorena Jaume-Palasí (Barcelona, 1978) es una experta en inteligencia artificial española, fundadora de varias ONG relacionadas con la tecnología y la ética y directora ejecutiva de la Ethical Tech Society.

## Biografía
Nació en Barcelona en 1978. Es licenciada en Economía, Ciencias Políticas y Lingüística y doctora por la Universidad Ludwig Maximilian de Múnich en filosofía del derecho.
Su trabajo se centra en filosofía del derecho y ética de la automatización y la digitalización. Es cofundadora y directora ejecutiva de Algorithmwatch (desde 2016, Berlín), que analiza la ética de automatización y la digitalización en los procesos algorítmicos que tienen relevancia social. Directora ejecutiva de The Ethical Society (desde 2018, Berlín).
Es cofundadora del grupo Dynamic Coalition on Publicness, dentro del Foro de Gobernanza de Internet (IGF) de Naciones Unidas, y directora de la sección nacional alemana IGF. Forma parte del grupo «Los 100 de Cotec», por su labor en automatización y ética.
Es considerada una de las expertas más relevantes en inteligencia artificial en España y asesora a organizaciones internacionales, asociaciones y gobiernos. Dirige proyectos de digitalización en África y Asia.
Desde 2017, formó parte del grupo de asesores en inteligencia artificial y big data para el Gobierno español creado por la Secretaria de Estado de Digitalización e Inteligencia Artificial española (SEDIA), hasta marzo de 2023, cuando dimitió, como protesta por el acuerdo entre la SEDIA y ADIA Lab, un centro científico regido por la Autoridad de Inversiones de Abu Dabi (Emiratos Árabes), para el desarrollo de modelos de transición económica ecológica y de infraestructuras computacionales éticas.
Forma parte del consejo asesor de Code Red contra la vigilancia masiva, del consejo asesor internacional del Panel de Evaluación de Opciones Científicas y Tecnológicas (STOA) del Parlamento Europeo. Asimismo es miembro del Consejo Asesor Público del centro Max Planck para Sistemas Inteligentes con su Iniciativa «Cybervalley»,en Alemania.
Es Bucerius Fellow de la fundación Zeit. Desde junio de 2020, forma parte del Consejo Asesor de la UOC.
Escribió artículos y publicaciones sobre gobernanza, Internet e inteligencia artificial. En 2023 realizó el Informe preliminar con perspectiva interseccional sobre sesgos de género en la Inteligencia Artificial del Instituto de las Mujeres.

## Premios y reconocimientos
- 2018 Medalla Theodor Heuss «por su contribución a una consideración diferenciada de los algoritmos y sus mecanismos de acción» como fundadora de la iniciativa AlgorithmWatch.[3]